# Alza la radio
Alza la radio è un singolo del cantautore italiano Nek, pubblicato il 28 giugno 2019 come terzo estratto dal quattordicesimo album in studio Il mio gioco preferito: parte prima.

## Video musicale
Il videoclip è stato pubblicato il 28 giugno 2019 attraverso il canale YouTube della Warner Music Italy.

## Tracce
Download digitale
1. Alza la radio – 3:29

Download digitale – versione spagnola
1. Sube la radio – 3:28